# Орланци (община Арачиново)
 Тази статия е за скопското село.  За кичевското село вижте Орланци (община Кичево).  
Орланци (понякога Орланце, на македонска литературна норма: Орланци; на албански: Orllanca, Орланца) е село в Северна Македония, в община Арачиново.

## География
Селото е разположено в южните поли на Скопска Църна гора.

## История
В XIX век Орланци е малко албанско село в Скопска каза на Османската империя. В 1861 година Йохан фон Хан на етническата си карта на долината на Българска Морава отбелязва Орланца като албанско село.
Според статистиката на Васил Кънчов („Македония. Етнография и статистика“) от 1900 година Орланци е населявано от 120 жители албанци мохамедани.
След Междусъюзническата война в 1913 година селото влиза в границите на Сърбия.
На етническата си карта от 1927 година Леонард Шулце Йена показва Орланце (Orlance) като албанско село.
Според преброяването от 2002 година селото има 829 жители.
| Националност     | Всичко |
| северномакедонци | 0      |
| албанци          | 761    |
| турци            | 0      |
| роми             | 0      |
| власи            | 0      |
| сърби            | 0      |
| бошняци          | 63     |
| други            | 5      |